# Chlorissa dorsicristata
Chlorissa dorsicristata är en fjärilsart som beskrevs av W. Warren 1905. Chlorissa dorsicristata ingår i släktet Chlorissa och familjen mätare. Inga underarter finns listade i Catalogue of Life.